# Carsten Lichtlein

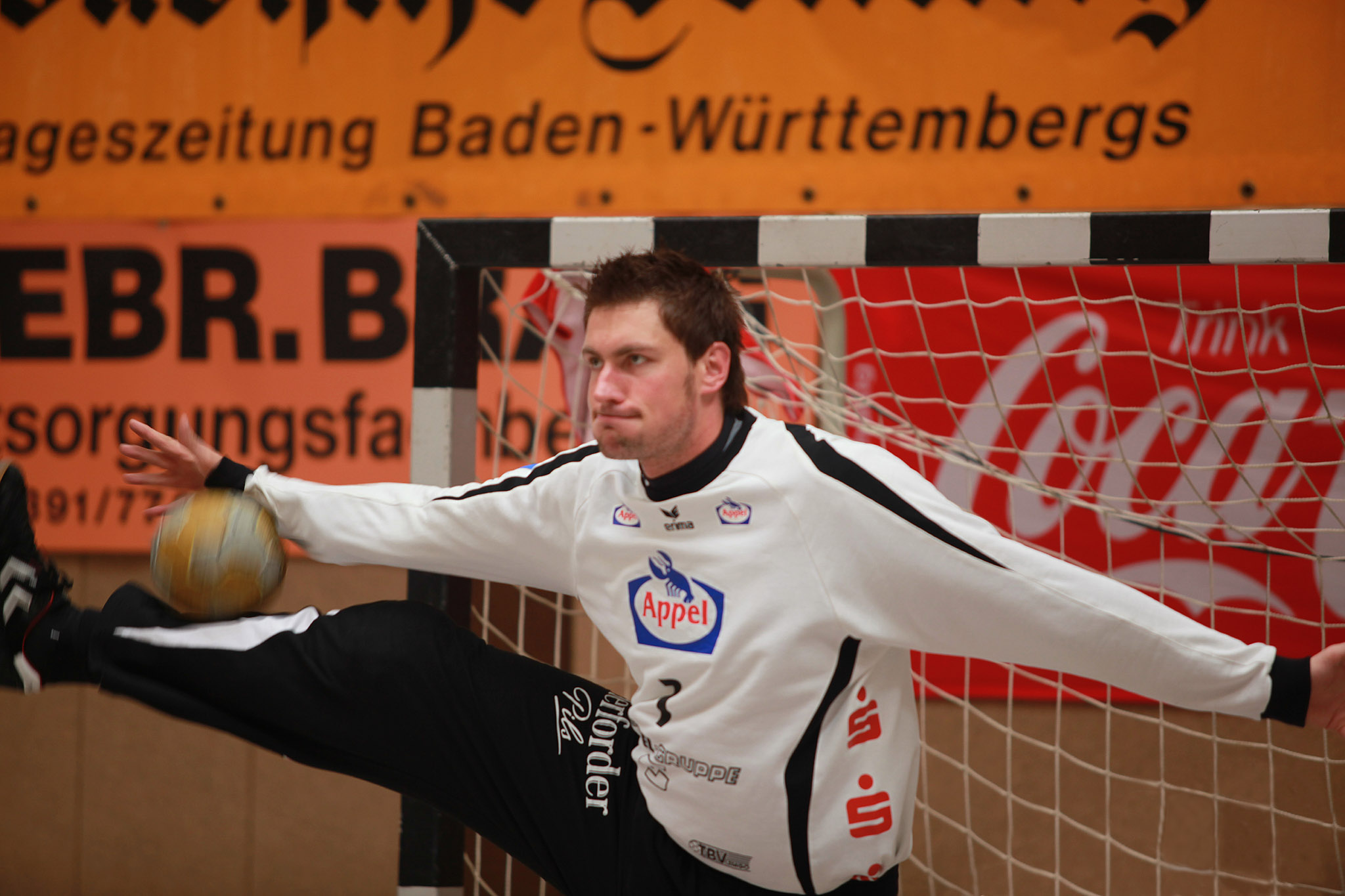
Carsten Lichtlein, 2009.

Carsten Lichtlein, född 4 november 1980 i Würzburg, är en tysk tidigare handbollsmålvakt. Han spelade 202 landskamper för Tysklands landslag åren 2001–2018. Han är 2,02 meter lång.
Från säsongen 2000/2001 till hans sista match den 12 juni 2022 spelade Lichtlein 712 Bundesligamatcher och räddade 547 straffar i Bundesliga (båda rekord).

## Klubbar
- TG Heidingsfeld
- TV Kirchzell (–2000)
- TV Großwallstadt (2000–2005)
- TBV Lemgo (2005–2013)
- VfL Gummersbach (2013–2019)
- HC Erlangen (2019–2020)
- GWD Minden (2020–2022)

## Meriter
- EHF-cupmästare 2006 och 2010 med TBV Lemgo
- EM-guld 2004 och 2016
- VM-silver 2003
- VM-guld 2007